# Kilsgaarde
Kilsgaarde, Kilsgaard (dansk) eller Kielsgaard (tysk) er en landsby beliggende syd for sognebyen Hyrup i landskabet Angel i Sydslesvig. Administrativt hører Kilsgaard under Hyrup Kommune i Slesvig-Flensborg kreds i den nordtyske delstat Slesvig-Holsten. I kirkelig henseende hører landsbyen til Hyrup Sogn. Sognet lå i Husby Herred (Flensborg Amt, Sønderjylland), da området tilhørte Danmark. Sydvest for Kilsgaard munder Hyrup Bæk ud i Kilsåen, som her på et stykke danner sognegrænsen mod Store Solt Sogn og som er med Bondeåen en af de to kildeåer til Trenen. 
Kilsgaarde er første gang nævnt 1352. Det formodes, at landsbyen er opstået ved udstykning af en forhenværende gård. Til grund for navnet ligger et usammensat Kil, der også indgik i naturnavne i omegnen som Kilså og Kilslyk. Ordet, der er en sideform til kile, må sigte til den landstrimmel, som er på tre sider omgivet af eng og som bebyggelsen ligger på. Stednavnets flertalsform skyldes, at gården er måske opstået ved en sammenlægning af flere mindre gårde eller ved gårdens mange store bygninger (sml. Søndergårde). I folkesproget omtaltes landsbyen ofte blot Kil. I angeldansk udtale hviler tonen på navnets sidste del. Kilsgaard er omgivet af Høgebjerg i nordvest, Lille Solt i sydvest, Estrup i syd, Oksager i øst.